# Ferran Archilés i Cardona
Ferran Archilés i Cardona (Castelló de la Plana, 1971) és un historiador valencià, professor del departament d'Història Contemporània de la Universitat de València.
És autor d'un dels estudis més minuciosos sobre l'obra de Joan Fuster, el llibre Una singularitat amarga, publicat el 2012. L'obra realitza un estudi cronològic i detallat de l'obra i discurs de Joan Fuster, que té com a tesi que el disseny i anàlisi de la nacionalitat valenciana realitzat pel suecà va ser equivocat, ja que el concepte de nació política és un concepte modern i l'únic discurs identitari que entre els valencians s'ha reproduït és el d'Espanya, fet que situaria la naixença del discurs del regionalisme valencià (i del nacionalisme) en un espai de temps posterior.
Els treballs d'Archilés, així com el d'altres historiadors com Rafael Roca, Martí Martínez o Josep Andrés Pérez, formen part d'un moment historiogràfic concret, el de principis del segle xxi, en què el valencianisme polític va desenvolupant una línia transversal, i per tant, s'obre a noves cultures polítiques amb què anteriorment havia marcat distàncies. Així doncs, en els seus treballs es fa una lectura de la Renaixença valenciana i de figures com Teodor Llorente o Blasco Ibáñez més positiva pel que fa a la seua contribució al valencianisme que no les que tradicionalment han fet autors com Joan Fuster o Alfons Cucó. El 2010 va guanyar el premi Manel Garcia Grau amb el poemari Mala memòria.
El 2018 guanya el Premi d'assaig en valencià Josep Vicent Marqués, dins els Premis literaris Ciutat de València amb Dues o tres pintes més tard. Notes disperses (2012-2014) (Edicions del Bullent, 2019).